# 密斯特克島

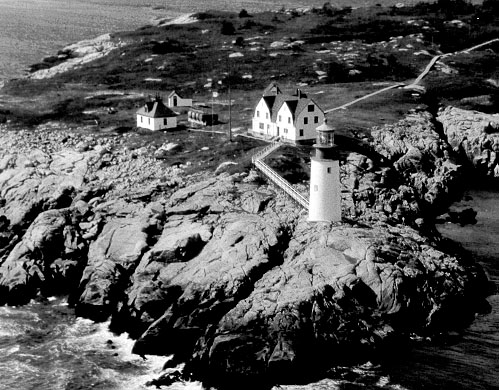
密斯特克島上的燈塔

密斯特克島（英：Mistake Island）是一座位於美國緬因州華盛頓縣的島嶼。該島嶼幾乎沒有植被 。密斯特克島因為其奇特的地名（該島嶼的地名Mistake在英語中是錯誤的意思）而聞名。
密斯特克島上矗立著一座燈塔，名為麋駝峰燈塔。該燈塔不對一般的遊客開放。